# 河姆渡出土朱漆碗
河姆渡出土朱漆碗是中国禁止出境展览文物之一，于1977年在浙江河姆渡新石器时代遗址第二期文化层231号探方出土。材质为木质，碗口径10.6×9.2厘米、高5.7厘米、底径7.6×7.2厘米。外壁均有一层朱红色涂料（大部剥落），经鉴定为该涂料生漆。此发现说明在史前时期河姆渡先民已用天然漆装饰生活器具。朱漆碗现藏于浙江省博物馆。